# Ясенове (Покровський район)
Ясено́ве — село Покровської міської громади Покровського району Донецької області, в Україні. У селі мешкає 324 людей.

## Загальні відомості
Відстань до райцентру становить близько 26 км і проходить автошляхом Т 0515. Землі Ясенового межують із територією села Андріївка Великоновосілківського району Донецької області.

## Транспорт
Селом проходять автомобільні шляхи:
- Т 0515 Олександрівка — Покровськ — Костянтинопіль (92,5 км).
- С050953 Селидове — Ясенове — Горіхове (28,6 км).

## Населення
За даними перепису 2001 року населення села становило 324 особи, з них 95,06 % зазначили рідною мову українську та 4,94 % — російську.